# بياتريس أرجيمون
بياتريس أرجيمون (مواليد 14 أغسطس 1961) هي سياسية من الأوروغواي تشغل منصب نائبة الرئيس منذ مارس 2020 وهي أول امرأة تشغل ذلك المنصب  وهي منتمية لالحزب الوطني.